# Santiago Fierro Fierro
Santiago Fierro Fierro (29 de octubre de 1921 - Diciembre de 2009) fue un político y médico mexicano. Nació en el estado de Durango, México . Fierro se unió al Partido Popular Socialista (PPS) en el año de 1960. En 1964 asumió como secretario general del PPS en Teziutlán, pasando luego a ser secretario general de la organización del partido en Durango. 
En el año 1970 se presentó como candidato del Partido popular socialista (PPS) a la alcaldía de Durango. También se presentó como candidato al Parlamento por el PPS en varias elecciones. Entre los años 1970 y 1975 fue miembro suplente del Comité Central del PPS. 
Dejó el PPS y se unió al Partido Popular Mexicano (PPM), del que llegó a ser miembro del Comité Ejecutivo. Fue elegido al parlamento en 1979 como candidato del Partido de Coalición de Izquierdas. Su mandato duró hasta 1982.  Fierro Fierro murió en diciembre de 2009, a la edad de 88 años 